# Elizabeth Freeman
Elizabeth Freeman, död 1829, var en afroamerikansk barnmorska och klok gumma. 
Hon var den första slav som vann en stämning för frihet från slaveri i delstaten Massachusetts, Brom and Bett v. Ashley (1781), och detta blev ett precedensfall som ledde till att slaveriet förklarades oförenligt med delstatens konstitution och därmed avskaffades i Massachusetts.